# 日本船舶
日本船舶（にっぽんせんぱく、にほんせんぱく）とは日本国の国籍を有する船舶である。

## 国籍の取得
以下の船舶が日本船舶となる（船舶法1条）。
1. 日本の官庁又は公署の所有に属する船舶
2. 日本国民の所有に属する船舶
3. 日本の法令により設立された会社で、その代表者の全員及び業務執行役員の3分の2以上が日本国民である会社の所有に属する船舶
4. 前号の法人以外の法人であって日本の法令により設立され、その代表者の全員が日本国民である法人の所有に属する船舶

なお、海上自衛隊（防衛大学校を含む）の使用する船舶については船舶法の適用が除外されているため（自衛隊法109条1項）、これらの船舶については自衛隊法の規定に基づいて国籍を証明する書類を備え付けることにより日本船舶となる（自衛隊法109条2項）。

## 法的効果
日本船舶である場合には次の法的効果が認められる。
1. 日本の国旗を掲揚する権利（船舶法2条）
2. 日本の不開港場に寄港する権利（船舶法3条）
3. 日本の各港の間で物品又は旅客の運送を行う権利（船舶法3条）
4. 日本の船舶登記・船舶登録を受ける義務（船舶法4条、ただし、小規模の無動力船など一定の船舶では除外されている）

など

## 関連事項
- 船主
- 船籍
- 便宜置籍船